# España directo
España Directo (ED) és un magazín d'actualitat amb múltiples connexions en directe emès a través de La 1 de Televisió Espanyola. En ell es tracten temes d'actualitat com a successos, festes, cultura, curiositats, gastronomia i es presta una gran atenció al món rural.
En el programa treballen més de 100 professionals amb delegacions en Galícia, Cantàbria, Catalunya, Comunitat Valenciana, Granada i Sevilla. A més, cada tarda, un equip de 20 reporters realitza un recorregut per diferents ciutats i pobles d'Espanya per a comptar en directe el que està passant amb un llenguatge pròxim.
El programa va iniciar les seves emissions el 6 de juliol de 2005, sent presentat per Pilar García Muñiz o Mercedes Torre, que eren substituïdes a vegades per Beatriz Simó i María Ibáñez. Tenia també emissions el diumenge a la tarda. No obstant això, va ser cancel·lat el 30 de juny de 2011. Finalment, dos anys després, la cadena va decidir recuperar el format des del 15 de juliol de 2013.
Des dels inicis de la segona etapa fins al 15 de juny de 2014, el programa va estar presentat per Marta Solano i entre el 15 de setembre de 2014 i el 2 de novembre de 2018, per Roberto Leal. Des del 5 de novembre del mateix any, Diego Losada i Ana Ibáñez van prendre les regnes del format, encara que Ibáñez condueix el programa en solitari des del 30 de desembre de 2019.

## Història

### Primera etapa (06-07-2005 a 30-06-2011)
«España Directo», va començar la seva marxa en La 1 de TVE, el 6 de juliol de l'any 2005 amb Pilar García Muñiz al capdavant del programa que s'emetia de dilluns a divendres de 18.00 a 19.15; Ricardo Medina va posar en marxa el programa amb la fórmula que havia aconseguit l'èxit en Telemadrid amb Madrid directo des de 1993. Després de l'estiu, temps de rodatge i prova del programa, al setembre de 2005 va ser renovat i es va sumar a l'oferta de les tardes de La 1; un any després el 26 de novembre de 2006 després dels bons resultats d'audiència obtinguts va començar l'edició dominical del programa, que durava prop de tres hores, des de les 18.00 fins a les 21.00, i que estava presentada per Mercedes Torre, reportera fins llavors i substituta de Pilar en algunes ocasions.
El programa va celebrar els seus 500 programes amb una roda de premsa en el plató.
El 2 de gener de 2008, després de dos anys i mig en antena, España Directo va estrenar plató, amb un canvi de decorat, es va traslladar des de l'Estudi 5 a l'Estudi 2 a Prado del Rey; també van estrenar línia gràfica i capçalera; això sí la música característica del programa es va mantenir. En aquesta nova etapa es va optar pels colors taronges i blancs, abandonant el vermell i marró que a més del taronja i el blanc havien predominat en la primera etapa.
Després de dirigir-ho durant mil programes i convertir-ho en líder de les tardes, Jorge Pérez Vega va prendre el relleu a Ricardo Medina el gener de 2009.
Des del mes d'abril de 2011, es van introduir més mitjans tècnics i humans de TVE per a reduir la factura que Televisió Espanyola paga pel programa a la productora Mediapro.
L'11 de maig de 2011, les imatges en directe de l'esfondrament del campanar d'una església a Llorca després de la segona rèplica del terratrèmol sofert aquest mateix dia van fer la volta al món, el reporter, Julio Muñoz Gijón, al costat de Mercedes Torre, va relatar en directe la catàstrofe natural que va assotar al poble murcià; aquest dia el programa va durar tres hores en directe des de Llorca. L'endemà tot l'equip del programa es va desplaçar fins a Llorca, un equip de quatre reporters del programa encapçalats per la seva presentadora Mercedes Torre van narrar la situació del poble 24 hores després del terratrèmol.
El 15 de juny de 2011, el Consell va aprovar posar fi al magazín d'actualitat, després de diversos mesos de debat sobre la seva continuïtat amb mitjans propis o la seva cancel·lació. El format de Mediapro, va dir adéu «amb la millor dels nostres somriures» el 30 de juny de 2011, per a ser substituït per telenovel·les i altres espais.

### Segona etapa (15-07-2013 a 12-09-2014)
El 15 de juliol de 2013, Televisió Espanyola va decidir recuperar el format d' España Directo per a tractar de millorar les dades de les tardes de La 1. Així, el format es reestrenà el 15 de juliol sent presentat per Marta Solano i Albert Barniol, encara que al poc temps, aquest va deixar el programa. Era substituïda a vegades per Miriam Moreno o Renata Rota.
El seu horari era de 18.30 a 20.30 en La 1 de TVE, TVE Internacional i http://www.rtve.es/.

### Tercera etapa (15-09-2014 fins a l'actualitat)
A l'estiu de 2014, Marta Solano va iniciar les seves vacances, i va ser substituïda per Renata Rota. No obstant això, encara que tot apuntava que Marta es reincorporaria al programa al setembre, els serveis informatius de Televisió Espanyola la van reubicar a l'àrea d'esports del Telediario. D'aquesta manera, la cadena va fitxar Roberto Leal i Sandra Daviú per a fer-se càrrec d' España Directo, des del 15 de setembre de 2014.
A més, encara que el programa va mantenir el seu esperit informatiu, va incorporar algunes seccions amb col·laboradors. Entre elles, Begoña Villacís s'ocupen de la part d'actualitat i successos, i Pedro Santos col·labora en una secció de zàping.
El 18 de maig de 2015, el programa augmenta el seu horari i es renova amb nous continguts i col·laboradors com Inés Paz i el cuiner Sergio Fernández. D'altra banda, Sandra Daviú, va abandonar el programa, el 29 de maig de 2015, per baixa maternal, encara que semblava que anava a tornar, va abandonar el programa, per passar a presentar des de finals de setembre de 2015, "La Suerte en tus Manos" a La 2.
El 2 de novembre de 2018, Roberto Leal va abandonar el programa per centrar-se en la seva família, quedant-se amb la presentació de programes d'entreteniment en la primera cadena de la televisió pública. Així, des del 5 de novembre del mateix any, el programa és presentat per Diego Losada i Ana Ibáñez, amb un horari de 19.25 a 20.00, de dilluns a divendres en La 1 de Televisió Espanyola. No obstant això, Losada va passar a copresentar La mañana des del 30 de desembre de 2019, per la qual cosa Ibáñez presenta en solitari el programa des de llavors.

## Reporters

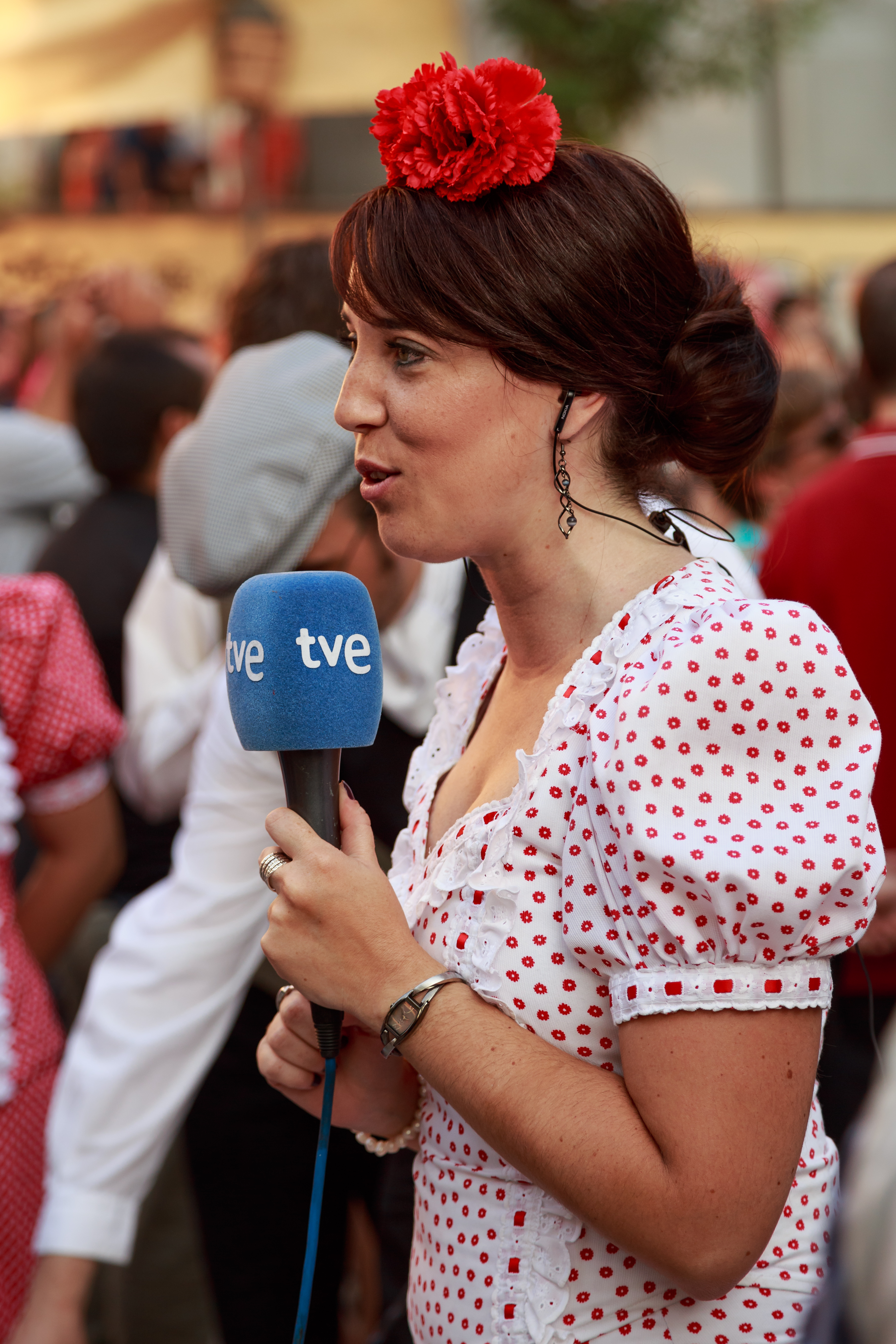
Sandra Muñoz en directe al programa.

### Primera etapa(06-07-2005 a 30-06-2011)
- Sara Lozano
- Carlos Cachafeiro
- Pau Cavaller
- Enric Company
- Concha Crespo
- Ricard Chicot
- Mireia Gª Sande
- Carmen González
- María Ibáñez
- Rebeca Marín
- Itxaso Mardones
- Quique Morales
- Germán Martínez
- Alberto Matabuena
- Roberto Leal
- Carla Medina
- Julio Muñoz Gijón
- Rebeca Ortega
- Pepa Peláez
- Jorge Pérez Luque
- Emilio Pineda
- Cristina Romacho
- Pepa Rovira
- Joana Saldón
- Verónica Serrano
- Beatriz Simó
- Quico Taronjí
- Juan Terol
- José Yélamo

### Segona i tercera etapes(15-07-2013-actualitat)
- Chus Álvarez (-2016/04)
- Tamara Álvarez (2014/01 - 2015/04)
- Itziar Acosta (-2019/02)
- Fernando Ballesteros (2017/02-)
- Marta Baltar (2018/01 - 2018/04 i 2018/11-)
- Arancha Bello
- Sara Bravo (2015/12-)
- Odei Cachero (2019/09-)
- Gemma Camacho (2017/06 - 2017/11 i 2018/02)
- María Castelo (2018/10 - 2019/03)
- Claudia Cid (2018/11-)
- María Cuesta (2017/06 - 2017/09)
- Tino Cueto
- Jessica Déniz (-2014/11)
- Imanol Durán
- Mawi Durán (2018/02 - 2018/08 i 2019/09)
- Raquel Falcón (2018/09-)
- José Carlos Fernández (2017/09-)
- Sergio Fernández
- Rosa Frasquet (2019/09-)
- Olivia Freijo (2019/01 - 2019/06)
- Jennifer Jañez (2016/12 - 2017/03)
- Xoán Leiro (-2018/02, 2018/05 - 2018/12 i 2019/04-)
- Patricia Liste (2016/12 - 2017/09, 2018/01 - 2018/09 i 2019/02-)
- Laura Lobo (2019/04-)
- María Manzano (2019/10-)
- Luis Márquez (2016/07 - 2016/08)
- Marta Medina (2016/01 - 2016/10 i 2018/09-)
- Guadalupe Megías (-2018/08)
- Fátima García Mochales (2016/09 - 2019/02)
- Silvia Ruiz Montoya (2019/11-)
- Miriam Moreno
- Sandra Muñoz (-2017/10)
- Eli Ortiz (2016/04 - 2016/08)
- Ainara Pérez (2019/10-)
- Àngel Pons (2019/09-)
- Rafa Posadas (2016/09-)
- Alba González Prieto (2019/12-)
- Luis Renes (2019/12-)
- Cecilia Revuelta (-2017/09 i 2018/04-)
- Laura G. Rojas
- Marina Sala (2019/01-)
- Lucía P. Sanagustín (-2017/09 i 2018/02-)
- Ana Prada
- Sara Rancaño (2013/09 - 2017/10 i 2018/06 - 2018/08)
- Renata Rota (-2018/08)
- María Signes (2019/04-)
- Luis Vedia (-2018/10)
- Sonsoles Villanueva (-2019/01)
- Helena Villar (2013/08 - 2014/11)

## Estructura
Es tracta d'una successió de reportatges d'actualitat, denúncies dels espectadors, festes, tradicions populars i connexions en directe amb tertúlia entre els reporters del programa i els presentadors. A més, hi ha un espai de cuina que compta amb receptes senzilles i econòmiques elaborades des de diferents restaurants espanyols i a vegades també cuinen amb famosos o amb gent anònima des de les seves cases.

### Seccions de la primera etapa (06-07-2005 a 30-06-2011
- Receptes
- Denúncies
- Reportatges
- Escapades
- Estalvia

### Seccions de la segona etapa (15-07-2013 - actualitat
- Reportatges
- Festes
- Escapades
- La ciència d'España Directo

## Indicis de plagi de format
Telemadrid va presentar una demanda contra TVE en veure indicis que aquest programa era idèntic a l'emès en Telemadrid sota el nom Madrid directo. El Jutjat del Mercantil número 6 de Madrid va dictar una sentència en la qual va condemnar a Televisió Espanyola i Mediapro a cessar l'emissió i producció, respectivament, del programa en l'àmbit de la Comunitat de Madrid en observar que el programa presentava un format idèntic. La demanda va ser finalment retirada en aconseguir un acord Telemadrid, Televisió Espanyola i Mediapro. Curiosament, Canal Sur (Andalusia) no va presentar cap queixa amb el seu Andalucía Directo, format emès des de 1998.

### Tarde Directo
El programa va seguir des de l'11 de juliol de 2011 fins al 23 de setembre de 2011, en la cadena de televisió La Sexta, sota el nom de Verano Directo presentat des dels estudis centrals de la Sexta per Cristina Villanueva.
Durant les primeres dues setmanes el programa s'emetia des de les 15.25 fins a les 17.10 hores. Més tard, el programa va canviar d'hora i va passar a emetre's de 18.00 a 20.00 hores.
Després del final de l'estiu, des del 5 de setembre del mateix any, el programa va canviar de nom i d'hora, dient-se Tarde Directo i emetent-se entre les 18.00 i les 19.30 hores. El programa va ser finalment cancel·lat per baixa audiència i va emetre el seu últim programa el divendres 23 de setembre.

## Reconeixements
A continuació, es detallen algun dels premis rebuts pel programa.
- Aicor a la millor labor periodística.
- 2008: Alimentos de España.
- 2008: Torta del Casar.
- 2008: Fòrum de l'Espectador a Millor Magazín.
- Hortelano de Tudela.
- 2009: TP d'Or al Millor Magazín.
- 2017: Premi nacional al millor programa de divulgació de la cultura i gastronomia.
- 2018: Premi "Alegría de Vivir" al Millor Magazín d'Actualitat